# Meleuz

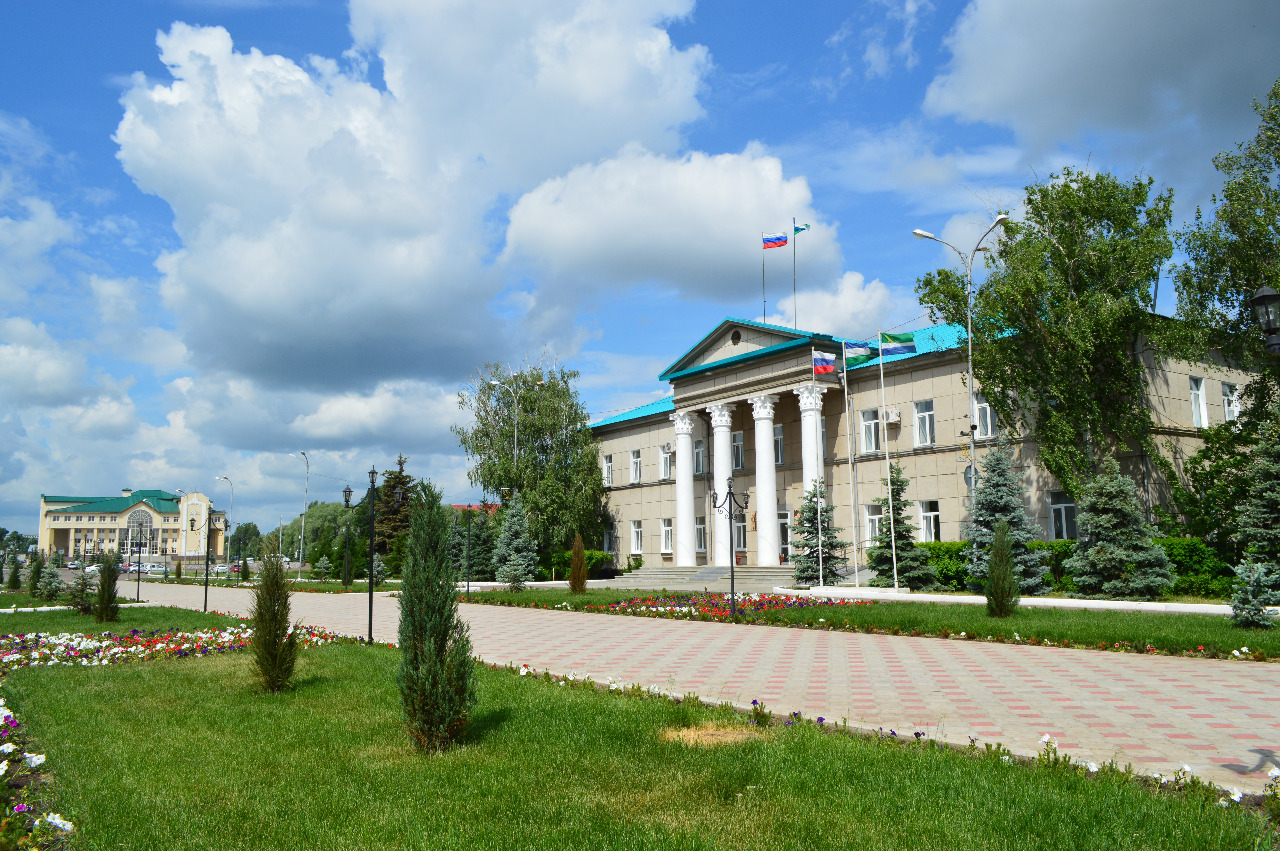
Meleuz

Meleuz (tiếng Nga: Мелеуз; tiếng Bashkir: Мәләүез, Mäläwez) là một thành phố Nga. Thành phố này thuộc chủ thể Cộng hòa Bashkortostan. Dân số: 61.390 (Điều tra dân số 2010); 62.949 (Điều tra dân số 2002); 53.448 (Điều tra dân số năm 1989).